# Cliff 'Em All
Cliff 'Em All è il primo album video del gruppo musicale statunitense Metallica, pubblicato il 28 novembre 1987 dalla Elektra Records.
Esso è stato prodotto in memoria del bassista Cliff Burton, morto in un incidente stradale durante un tour della band in Svezia il 27 settembre 1986.

## Descrizione
Coprodotto da Curt Marvis e da Jeff Richter, il video è una retrospettiva dei 3 anni e mezzo che Cliff Burton ha passato come membro dei Metallica e contiene foto scattate dai fan, alcuni filmati non professionali, alcune apparizioni televisive e alcuni assoli del bassista.
Con questa pubblicazione il gruppo ha cercato di mostrare al mondo la personalità unica e lo stile di vita di Burton ma ha anche creato l'unico elemento visivo dei primi anni di carriera del gruppo all'epoca disponibile.
Il video contiene anche un'apparizione dal vivo con Dave Mustaine in Whiplash, risalente al mese precedente il suo allontanamento dal gruppo.

## Tracce
1. Creeping Death (1986)
2. Am I Evil? (1986) – originariamente interpretata dai Diamond Head
3. Damage, Inc. (1986)
4. Master of Puppets (1986)
5. Whiplash (1983)
6. The Four Horsemen (1985)
7. Fade to Black (1985)
8. Seek & Destroy (1985)
9. Welcome Home (Sanitarium) (1986)
10. For Whom the Bell Tolls (1986)
11. No Remorse (1983)
12. Metal Militia (1983)

## Formazione
Gruppo
- James Hetfield – voce, chitarra ritmica
- Kirk Hammett – chitarra solista, cori (eccetto traccia 5)
- Cliff Burton – basso, cori
- Lars Ulrich – batteria

Altri musicisti
- Dave Mustaine – chitarra solista (traccia 5)